# سعود البيشي
سعود علي البيشي مواليد 10 مايو 1990 في السعودية، هو لاعب كرة قدم سعودي.
لعب سابقاً في نادي ضمك ونادي الدرعية ونادي بيشة ونادي الترجي ونادي النجوم.